# Хрусьле
Хрусьле (пол. Chruśle) — село в Польщі, у гміні Кернозя Ловицького повіту Лодзинського воєводства.
Населення — 166 осіб (2011).
У 1975-1998 роках село належало до Плоцького воєводства.

## Демографія
Демографічна структура станом на 31 березня 2011 року:
|          | Загалом | Допрацездатний вік | Працездатний вік | Постпрацездатний вік |
| -------- | ------- | ------------------ | ---------------- | -------------------- |
| Чоловіки | 81      | 10                 | 57               | 14                   |
| Жінки    | 85      | 13                 | 45               | 27                   |
| Разом    | 166     | 23                 | 102              | 41                   |